# Danyiil Szergejevics Medvegyev
Danyiil Szergejevics Medvegyev (Moszkva, 1996. február 11. –) orosz hivatásos teniszező, Grand Slam-tornagyőztes, hatszoros ATP-tornagyőztes.

## Pályafutása

### 2015-2016: A profi karrier kezdete
Medvegyev az ATP-versenyei közül a 2015-ös Kreml Kupán mutatkozott be, ahol Aszlan Karacev partnereként indult a párosok versenyében.
Egyéniben a 2016-os Nice Openen indult először, itt három szettben szenvedett vereséget Guido Pellától. Három héttel később az ATP World Tour-sorozatban első győzelmét aratta, miután a Ricoh Open döntőjében legyőzte Horacio Zeballost.

### 2017: Az első ATP-döntő és az első Grand Slam főtáblás győzelem
2017 januárjában a Chennai Open döntőjében két szettben vesztett Roberto Bautista Agut ellen. Az ATP világranglistáján így is jelentősen javított pozícióján, a 99. helyről a 65. helyre lépett előre. Februárban az Open Sud de France és az Open 13  elnevezésű tornákon is a negyeddöntőbe jutott, ott azonban Jo-Wilfried Tsonga és Lucas Pouille jobbnak bizonyult nála.
Júniusban a 2017-es Ricoh Openen legyőzte Robin Haasét és Thanasi Kokkinakist, azonban a horvát Ivo Karlović már erős ellenfélnek bizonyult. Az Aegon-bajnokságon először jutott ATP 500-as versenyen negyeddöntőbe, ott azonban vereséget szenvedett Grigor Dimitrov ellen. Egy héttel később az Eastbourne International elődöntőjében Novak Đokovićtól kapott ki.
Wimbledonban első Grand Slam főtáblás győzelmét is megszerezte, ráadásul a torna egyik esélyesét, a svájci Stan Wawrinkát ejtette ki. A következő fordulóban Ruben Bemelmanstól kapott ki. Ezen a mérkőzésen összesen 14 500 dollárnyi bírságot kapott, többek közt a főbíró többszöri megsértéséért.
Wimbledon után Medvegyev kizárásra került a Savannah Challenger második fordulójáról, miután rasszista megjegyzéseket tett az ellene ítélő mérkőzésvezető bíróra.

### 2018: Az első ATP-tornagyőzelem
A 2018-as szezont Sydneyben kezdte, a döntőben Alex de Minaur ellen nyert és szerezte meg első ATP-tornagyőzelmét. 2007 óta a legfiatalabb tornagyőztes lett, akkor a húsz éves Rafael Nadal győzte le Indiana Wellsben a tizenkilenc éves Novak Đokovićot. A Rotterdam Open negyeddöntőjében az olasz Andreas Seppitől kapott ki három szettben.
A 2018-as Winston-Salem Openen megszerezte második tornagyőzelmét, miután a döntőben legyőzte Steve Johnsont. A tokiói versenyen a hazaiak kedvencét, Nisikori Keit 6–2 6–4-re legyőzve nyerte meg, ezzel ő lett az első számú orosz játékos, a világranglistán a 22. helyre lépett előre. Októberben a Kreml-kupa elődöntőjéig jutott, ahogy egy héttel később is a Swiss Indoorson. Utóbbi tornán Roger Federer ellen esett ki.

### 2019: Az ötödik ATP-tornagyőzelem és az első Grand Slam döntő
Medvegyev a 2019-es évet is jól kezdte, Brisbane-ben a döntőbe jutott, legyőzte Andy Murrayt, Milos Raonicot és Jo-Wilfried Tsongát is, de a döntőben ezúttal kikapott Nisikori Keitől.
A 2019-es Australian Openen a negyedik fordulóban a későbbi győztes Novak Đokovićtól kapott ki. Negyedik ATP-trófeáját Szófiában nyerte meg februárban, a döntőben Fucsovics Mártont győzte le 6–4, 6–3 arányban. Ötödik ATP-tornagyőzelmét augusztusban, a Cincinnati Masters döntőjében érte el, ahol David Goffint múlta fölül két játszmában.
Pályafutása első Grand Slam döntőjét a 2019-es US Openen játszotta Rafael Nadal ellen, akivel szemben óriási csatában, kettős játszma, valamint brékhátrányról felállva végül öt szettben maradt alul. A versenyt követően az ATP világranglista 4. helyére lépett.
Egymást követő második Masters 1000-es trófeáját a Shanghai Masters döntőjében szerezte meg Alexander Zverev legyőzésével, ami egyben hatodik tornagyőzelmét jelentette.

### 2020: Az ATP Finals bajnoka
Az évet az újonnan alapított ATP-kupán kezdte, amely a Hopman-kupa helyét vette át a versenynaptárban. Hazája legrangosabbab sorolt teniszezőjeként  a legjobb négybe vezette Oroszországot, ahol a szerbek állítottá meg az oroszokat Medvegyev a világranglistán 2. Novak Đokovićtól kapott ki csak ki a tornán, emellett négy győzelmet jegyzett. Az Australian Openen a negyedik körben Stanislas Wawrinka ellenében búcsúzott öt szettben.
A koronavírus-járvány miatt a szezon hat hónapig szünetelt, és csak augusztusban folytatódott. A Cincinnati Mastersen címvédőként a nyolcaddöntőben esett ki Roberto Bautista Agut ellen. A US Openen harmadik kiemeltként egészen az elődöntőig jutott, úgy hogy nem veszített szettet, ott azonban Dominic Thiem jobbnak bizonylt nála.
A salakpályás szezonban gyengébb eredményeket ért el, egyesbeli mérlege 10–18 lett. A Párizsban rendezett Masters-torna döntőjében Alexander Zverevet három szettben 5–7, 6–4, 6–1 arányban legyőzve szerezte meg a trófeát.
Eredményeivel kvalifikálta magát a szezonzáró ATP Finalsre. A csoportmérkőzések során legyőzte Đokovićot és Diego Schwartzmant, az elődöntőben Rafael Nadalnál, a döntőben pedig Dominic Thiemnél bizonyult jobbnak, és veretlenül lett a torna bajnoka.

### 2022: Világelsőség
2022. február 28-án átvette a vezető helyet a világranglistán. Ezzel ő a harmadik orosz teniszező, Jevgenyij Kafelnyikov (1999) és Marat Szafin (2000–2001) után, aki vezeti a férfiak között a világranglistát, annak 1973-as bevezetése óta.

## További információ
- ATP